# 帕拉拉克蒂克群島
67°32′S 62°46′E / 67.533°S 62.767°E
帕拉拉克蒂克群島（英語：Parallactic Islands）是南極洲的群島，位於麥克羅伯特森地的霍姆灣，處於阿茲穆斯群島和凱拉斯群島之間，由6座島嶼組成，由挪威製圖師根據該國探險隊的空中照片繪入地圖。